# 総資本回転率
総資本回転率（そうしほんかいてんりつ、total asset turnover）は、財務分析上の概念の一つ。売上高を総資本（総資産）で除した値である。

## 概要
総資本回転率は、一年間に売上によって総資本が何回入れ替わったかを表す指標である。売上高を総資本（総資産）で除した値である。総資本利益率を売上高利益率で除することによっても求められる。
総資本に比して売上が大きい会社は回転率が大きく、総資本に比して売上が小さい会社は回転率が小さい。総資本回転率が大きければ大きいほど効率のよい会社で、少ない元手で多くの売上を上げている会社であるといえる。ただし、業種が異なれば単純比較することはできない。小売業のような薄利多売の業種では総資本回転率は高くなり、製造業では総資本回転率は低くなる傾向がある。
経営の状態を図る方法として、総資本回転率が「1.0」を上回っているかどうかが1つの指標となる。